# Angelika Mlinar
Angelika Mlinar (* 1970 na Caríntia) é uma política e patroa austríaca. (LIF)
Entre os anos 1988 e 1993 estudou direito na universidade de Salisburgo.
Em 1997 foi assistente do deputado liberal Friedhelm Frischenschlager no Parlamento Europeu.
Na reunião do Foro Liberal no mês de junho de 2009 foi elegida a nova líder do partido.